# كأس الدنمارك 2016–17
كأس الدنمارك 2016–17 (بالدنماركية: DBU Pokalen 2016-17)‏ هو الموسم 61 من كأس الدنمارك. أقيم خلال الفترة 9 أغسطس 2016 وحتى 25 مايو 2017، وأشرف على تنظيمه اتحاد الدنمارك لكرة القدم، وكان عدد الأندية المشاركة فيه 128، وفاز فيه نادي كوبنهاغن.

## نتائج الموسم
| المركز | فريق          | لعب | ف | ت | خ | له | عليه | ف.أ | نقاط | ملاحظة |
| ------ | ------------- | --- | - | - | - | -- | ---- | --- | ---- | ------ |
|        | نادي كوبنهاغن |     |   |   |   |    |      |     |      |        |